# Evangeliario de San Ricario

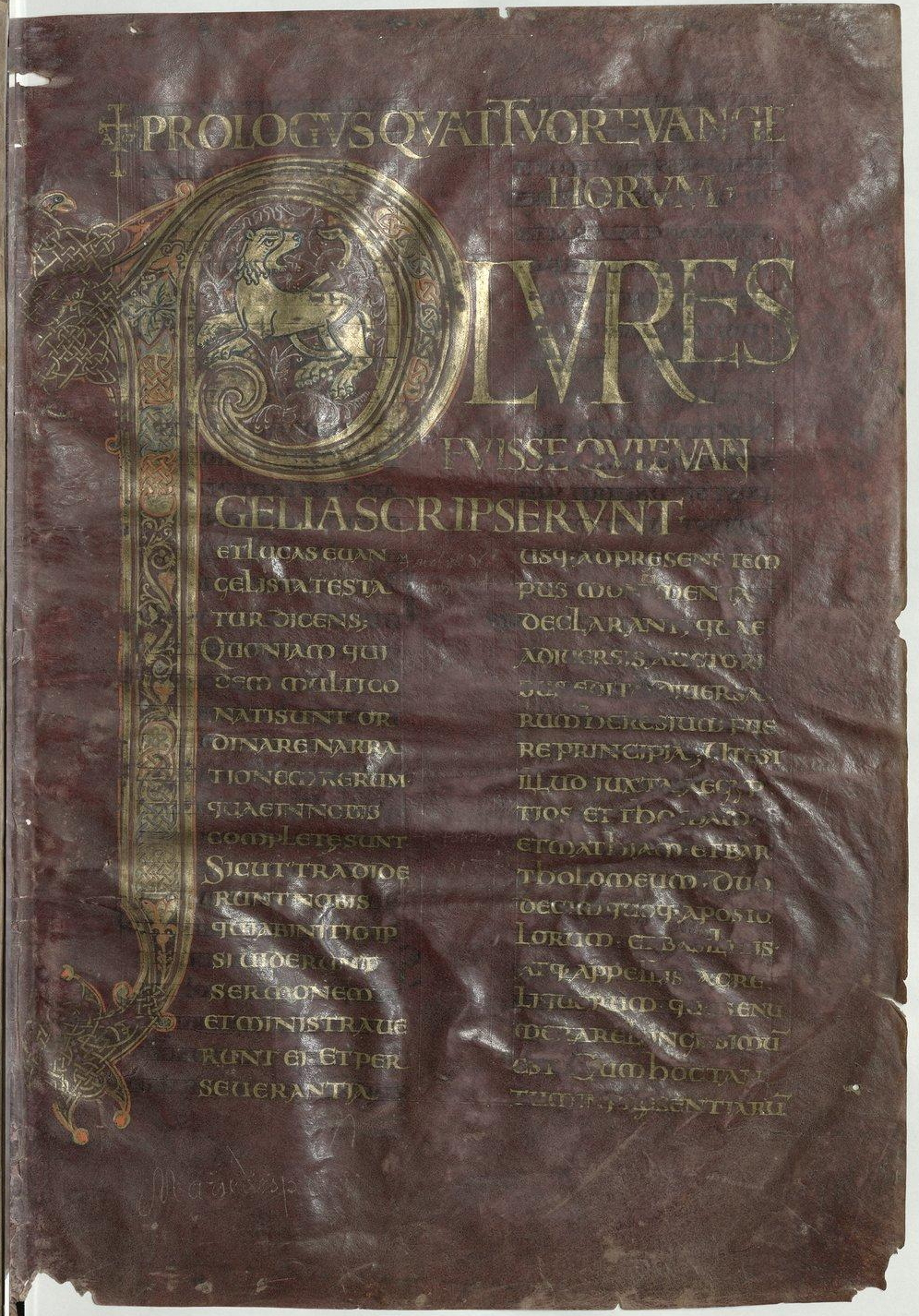
Comienzo, fol. 1

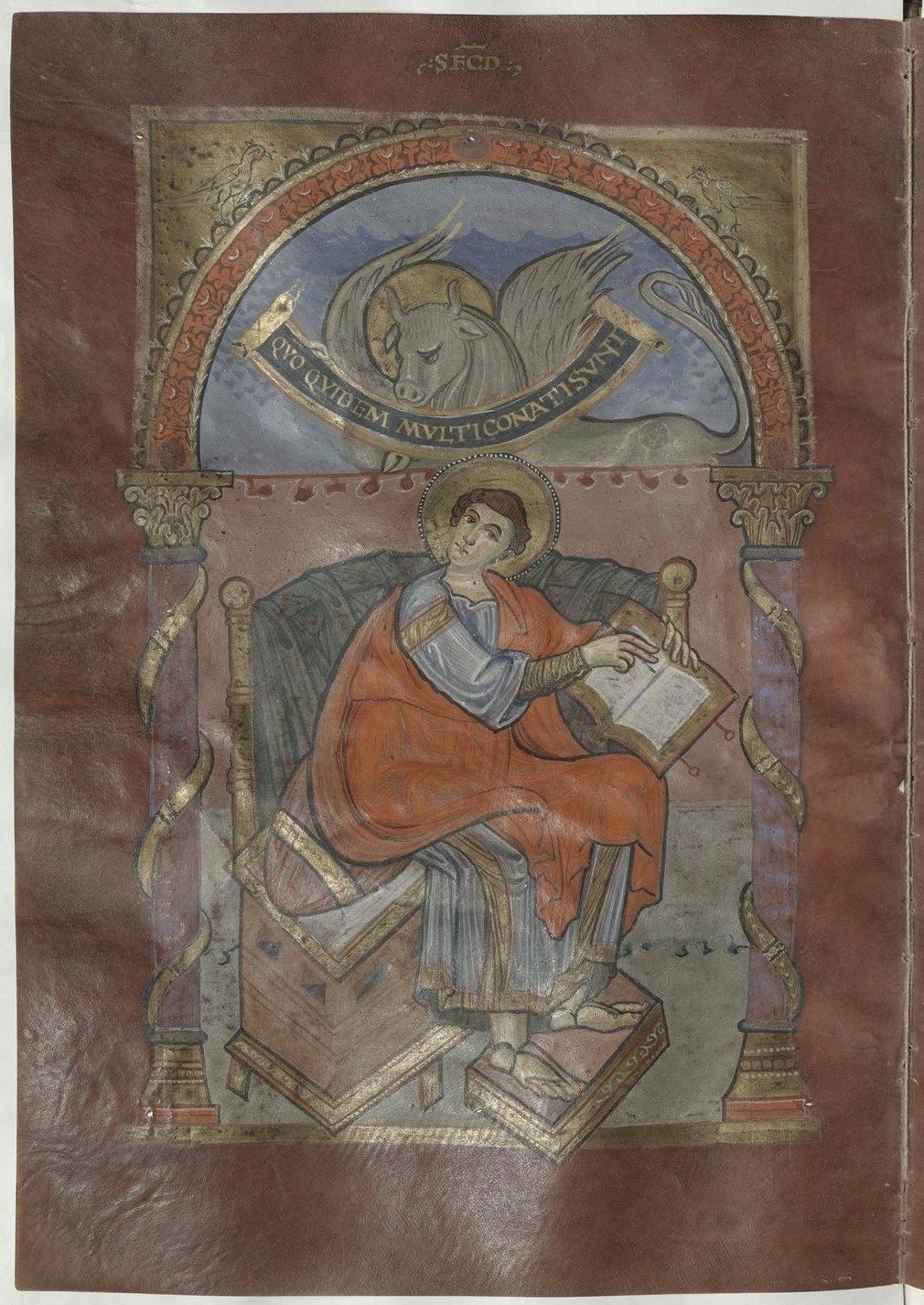
Evangelista Lucas, fol. 101

El Evangeliario de San Ricario o de Saint-Riquier, también conocido como Evangeliario de Centula o Evangeliario de Abbeville, es un manuscrito iluminado carolingio. Se elaboró en vida de Carlomagno, probablemente poco antes del año 800, en su escuela de la corte en el palacio de Aquisgrán y es uno de los ejemplos más destacados de la iluminación de libros carolingios tempranos.  
El Evangeliario consta de 198 hojas de pergamino púrpura con un formato de 355 x 247 mm. Las páginas del texto están escritas con tinta dorada. Los textos de los cuatro evangelios (fol. 1-188) están en caligrafía uncial, y la capitula evangeliorum del final (fol. 189-198) en minúscula carolingia. La decoración del libro incluye retratos a página completa de los cuatro evangelistas Mateo (fol. 17), Marcos (fol. 66), Lucas (fol. 101) y Juan (fol. 153), las sacras elaboradamente decoradas (fol. 10-16) y unas letras capitales ricamente decoradas, ocupando toda la página.
El manuscrito estaba destinado a Angilberto de Centula (fallecido en 814), abad laico de la abadía benedictina de San Ricario y amante de la hija de Carlomagno, Bertha. Angilberto donó los Evangelios, junto con otros muchos manuscritos, a la biblioteca de su monasterio, donde se recoge en un catálogo de fondos en el año 831. En la actualidad, el manuscrito se conserva en la cercana Abbeville (Biblioteca Municipal).
El evangeliario, cuyo texto y diseño están estrechamente relacionados con el llamado Evangeliario de la Coronación, también producido en la escuela de la corte de Aquisgrán, influyó sobre todo los scriptoria de la franconia occidental del siglo IX.